# Johann Matthäus Bechstein

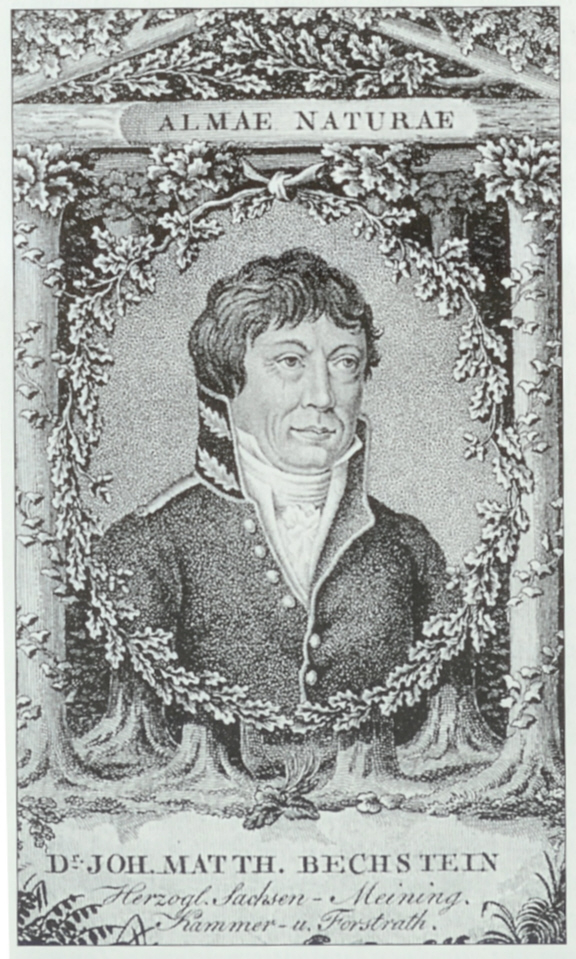
Johann Matthäus Bechstein

Johann Matthäus Bechstein (ur. 11 lipca 1757 w Waltershausen, zm. 23 lutego 1822 w Dreißigacker (Meiningen)) – niemiecki przyrodnik, leśnik i ornitolog. Uznawany za pioniera leśnictwa i ojca ornitologii niemieckiej.

## Życiorys
Bechstein urodził się 11 lipca 1757 roku w Waltershausen koło Gothy. W latach 1776–1781 studiował teologię oraz nauki przyrodnicze w Jenie. W latach 1784–1794 pracował jako nauczyciel w domu dziecka w Schnepfenthal (obecnie dzielnica Waltershausen). W 1790 poślubił Augustę Carsten, z którą miał syna. W 1794 roku założył szkołę leśnictwa w Waltershausen.
W 1801 roku rozpoczął pracę w akademii leśnictwa w Dreißigacker (obecnie Meiningen), którą następnie kierował aż do śmierci w 1822 roku. W 1806 otrzymał tytuł doktora honoris causa uniwersytetu w Erlangen.
Po śmierci jedynego syna w 1810 roku, adoptował wówczas dziewięcioletniego krewniaka Louisa Dupontreau – Ludwiga Bechsteina (1801–1860), późniejszego pisarza i kolekcjonera bajek.
Uznawany jest za pioniera leśnictwa i ojca ornitologii niemieckiej. Według Meya jego praca Gemeinnützige Naturgeschichte Deutschlands może uchodzić za pierwszy nowoczesny atlas ptaków Niemiec, a jego Ornithologisches Taschenbuch jest pierwszym przewodnikiem ornitologicznym tego rodzaju.  

## Prace
Wybór prac za Neue Deutsche Biographie:
- Gemeinnützige Naturgeschichte Deutschlands, Leipzig 1789–95, 2. wydanie 1801–09;
- Naturgeschichte der Stubenvögel, Gotha 1795;
- Ornithologisches Taschenbuch, 1802–03;
- Vollständige Naturgeschichte aller schädlichen Forstinsekten, 1804;
- Forstbotanik, 1810.